# El bisturí
El bisturí es un libro que reúne 99 columnas periodísticas publicadas por el médico y escritor Fernando Sáez Aldana en el Diario La Rioja. El título completo es El bisturí. Selección de columnas periodísticas publicadas en Diario La Rioja (2004-2008) y está prologado por José Luis Prusén, director del rotativo decano de la prensa riojana. 

## Columnas
Fernando Sáez Aldana publica todos los jueves, desde 2004, una columna semanal de opinión en el Diario La Rioja bajo el título El bisturí, haciendo mención a su doble condición de médico y escritor. En el prólogo, José Luis Prusén destaca: "El sentido crítico, pero bienhumorado, con el que es capaz de observar la realidad que le rodea; esa capacidad muy destacada que manifiesta para inyectar inteligencia y sagacidad a la lectura de las cosas ordinarias; y, por supuesto, la brillantez con que es capaz de exponer su puntos de vista".